# Wilton-Fijenoord
Wilton-Fijenoord a été une entreprise de construction et de réparation navale à Schiedam, aux Pays-Bas, de 1929 à 1999. 
Actuellement, le chantier naval de Wilton-Feijnoord fait partie de Damen Shiprepair Rotterdam.
Sous le nom de  Fijenoord était connu, de 1825 à 1929, un chantier naval et génie mécanique situé sur l'île Fijenoord dans l'arrondissement  de Rotterdam.
 
La société avait été fondée, le 10 novembre 1825, sous le nom de Etablissement Fijenoord regroupant une partie de la société Nederlandsche Stoomboot Maatschappij (NSM) de Gerhard Mauritz Roentgen (1795-1852) établie deux ans plus tôt aux Pays-Bas.  

En 1895, le nom a été changé en NV Maatschappij voor Scheeps- en Werktuigbouw Fijenoord.
En 1929, la société a fusionné avec la NV Wilton's Dok- en Werf Maatschappij  de Rotterdam et Schiedam pour devenir la  NVDok en Werf Maatschappij Wilton-Fijenoord (Wilton-Fijenord).
En 1999, Wilton-Fijenoord a intégré la Damen Shiprepair Rotterdam BV, puis en 2003  est absorbé par la Damen Shiprepair.

## Fusion de Wilton et de Fijenoord (1929)
Wilton-Fijenoord a eu deux prédécesseurs. La Wilton's Dok- en Werf Maatschappij était le plus grand prédécesseur de Wilton-Fijenoord, l'autre était le Chantier naval Fijenoord. Au milieu des années 1920, ces chantiers navals étaient devenus assez similaires. Wilton avait toujours un avantage dans la réparation navale, et Fijenoord était toujours en avance dans la construction navale, surtout pour la marine. L'idée d'une fusion remonte au moins à 1927. Le raisonnement était que la société Wilton, toujours rentable, avait une importante surcapacité et était répartie sur deux sites. Les activités de Fijenoord pouvaient tout aussi bien se faire à Schiedam. Une concentration des activités combinées à Schiedam permettrait de réaliser d'importantes économies de coûts. En 1929, les pourparlers ont abouti à un accord de fusion financière entre les deux sociétés. Les actions de Wilton et les actions de Fijenoord ont été échangées contre des actions d'une nouvelle société unifiée : Dok- en Werf-Maatschappij Wilton-Fijenoord. Le rapport entre la valeur de Wilton et celle de Fijenoord était de 15,5 pour 3.
Un nouveau conseil d'administration a été formé en combinant le conseil d'administration de Wilton avec celui de Fijenoord. Il était composé de sept membres, dont trois de la famille Wilton. La fusion a eu lieu par la création d'une nouvelle société publique qui a obtenu toutes les actions des sociétés existantes. C'était une façon rapide de fusionner, mais cela signifiait également que les organisations elles-mêmes continuaient d'exister d'un point de vue juridique et organisationnel. Celles-ci avaient une culture assez différente. De nombreux employés de Wilton pensaient que les hommes de Fijenoord étaient trop précis et arrogants. Les employés de Fijenoord avaient tendance à considérer les hommes de Wilton comme désorganisés, improvisateurs et grossiers.

## La Grande Dépression
La Grande Dépression qui a débuté en novembre 1929 est arrivée à un très mauvais moment pour Wilton-Fijenoord. L'activité économique s'est arrêtée presque complètement en ce qui concerne les commandes de nouveaux navires. Des licenciements massifs ont réduit le nombre d'employés de la société de 7 790 à la fin de 1929 à 3 849 à la fin de 1930, soit une diminution de 50 %. Dans cette crise, Wilton-Fijenoord a dû prendre une décision difficile. Devrait-elle concentrer radicalement toute l'activité à Schiedam, et espérer que le coût élevé du déménagement sera récupéré par des économies ou bien devrait-elle éviter le coût du déménagement en continuant sur plusieurs sites? En 1932, le conseil d'administration a décidé de fermer le site de Fijenoord et de déplacer autant que possible les activités du Westkousdijk (Delfshaven) vers Schiedam, mais cette ambition de tout centraliser à Schiedam ne s'est finalement pas concrétisée.
Entre-temps, la crise s'est aggravée. Le paiement des dividendes a été arrêté, les réserves se sont réduites et même le paiement des intérêts est devenu douteux. Les coûts du déménagement à Schiedam se sont également avérés plus élevés que prévu. Bien sûr, la réduction des coûts a été quelque peu efficace, mais elle n'a pas été suffisante. En 1932, la commande du croiseur HNLMS De Ruyter a donné un peu d'air à l'entreprise. Quelques commandes de réparation ont également été rentables. En 1935, les trois quais flottants furent remorqués à Schiedam. Néanmoins, en 1935, les commandes de réparation ont atteint un plancher absolu, avec 301 navires pour 1 622 960 tonneaux de jauge brute (TJB).
Le 29 janvier 1936, le conseil d'administration proposa alors de reporter d'un an le remboursement d'une partie des obligations ouvertes. Le ministère de la défense intervint en donnant des avances sur la fabrication de sous-marins mouilleurs de mines. Finalement, une garantie gouvernementale d'un prêt privé de 1 500 000 florins a sauvé la société. Une réorganisation financière a suivi en 1936. Le capital nominal de 25 000 000 florins, qui avait été réduit à 15 500 000 florins auparavant, a encore été réduit à 4 650 000 florins. Deux anciens emprunts ont été remboursés. Il a permis à la société de lever un nouveau capital de 3 900 000 en 1938. En 1938, le secteur de la réparation navale s'était redressé. En 1928, le nombre de navires utilisant les cales sèches était de 486 pour un tonnage de 2 506 609 TJB. En 1938, c'était 463 navires avec 2 590 696 TJB. En 1938 et 1939, le chantier naval a de nouveau versé des dividendes.

### Pétroliers
La construction de pétroliers était le seul type de construction civile qui permettait de maintenir à flot les grands chantiers navals néerlandais. En novembre 1933, l'Anglo-Saxon Petroleum (qui fait partie de la Royal Dutch Shell) passe commande de trois pétroliers d'une capacité de 12 000 tonnes. Un à la NSM, un à la RDM et un à Wilton-Fijenoord[8]. Le pétrolier de Wilton reçut le nom de Rapana. Pendant toute l'année 1934, Wilton-Fijenoord ne reçut aucune commande pour un nouveau navire. À la fin de 1934, les travaux sur le Rapana étaient les seuls travaux sur de nouveaux navires marchands encore en cours. Au début de 1935, la Bataafse Petroleum Maatschappij, une autre filiale de Shell, commanda six pétroliers pour 6 000 000 de florins. La NSM allait construire les deux plus grands, de 12 100 tonnes. Wilton-Fijenoord construira deux des quatre navires de 9 250 tonnes chacun. La commande est passée le 5 février 1935 et permettra à Wilton de maintenir ses cales raisonnablement remplies. Fin 1935, Wilton-Fijenoord reçoit une autre commande pour un pétrolier de 9 100 tonnes. Le 18 janvier 1936, le Eulota de 9 100 tonnes est mis à l'eau. Le 25 avril 1936, le Elusa est lancé. Le 7 novembre 1936, le troisième navire de 9 100 tonnes, Eulima, fut mis à l'eau. Début novembre 1936, Wilton-Fijenoord reçut une nouvelle commande pour un pétrolier de 12 000 tonnes et un autre de 9 000 tonnes.
La Nederlandsche Pacific Petroleum Maatschappij était active dans les Indes orientales néerlandaises. Elle était une filiale de la Standard Oil Company of California, devenue plus tard Chevron Corporation. En mai 1936, elle a commandé un pétrolier de 12 000 tonnes à Wilton-Fijenoord. En juin 1936, la Nederlandsche Pacific Petroleum Maatschappij a ensuite signé un contrat de prospection pétrolière dans une vaste zone du sud de Sumatra. Le 6 mars 1937, le pétrolier Nederland a été mis à l'eau.

### Navires de guerre

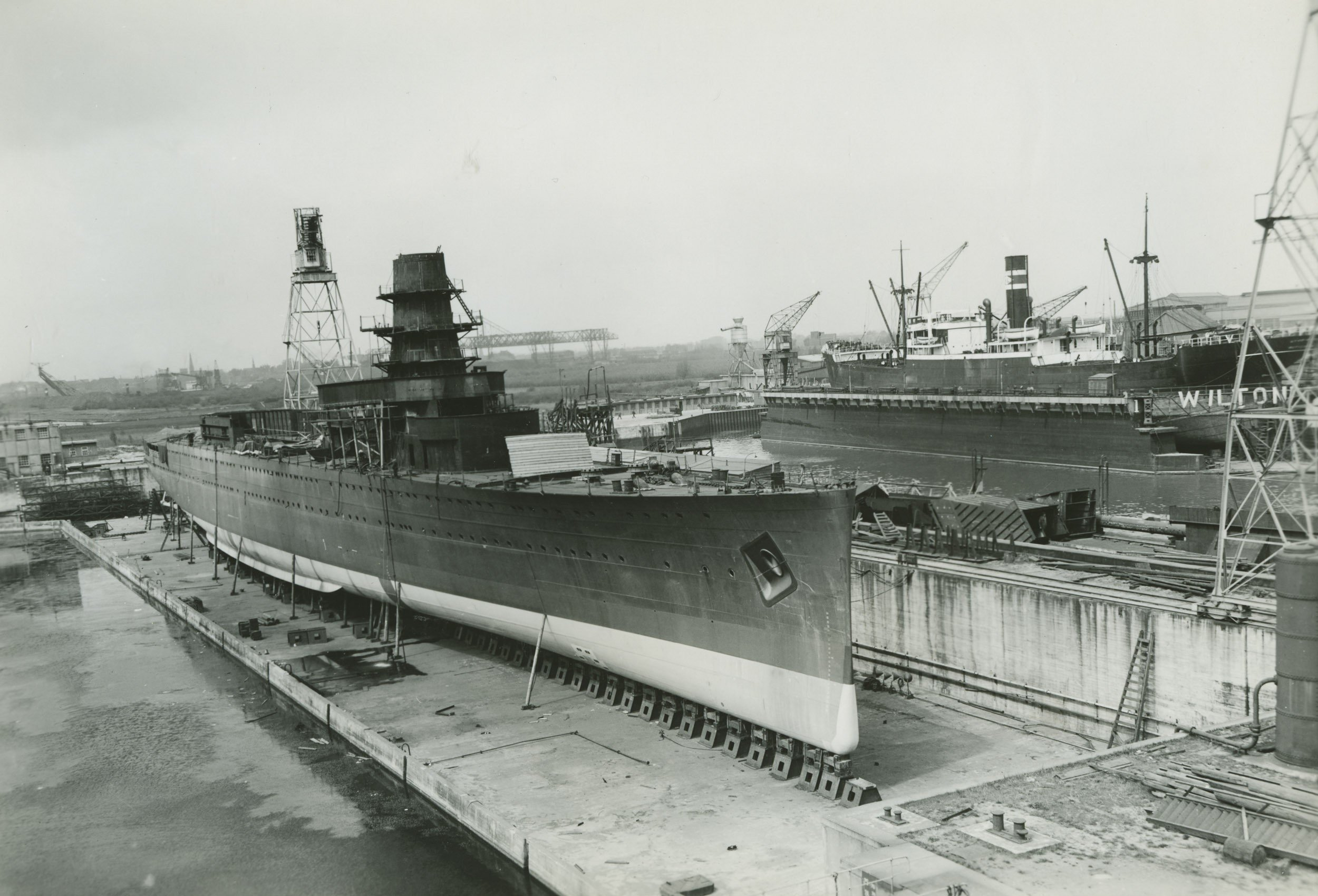
Le croiseur léger De Ruyter en construction en 1935

La commande de deux sous-marins de la classe K XIV, passée en juin 1931, fut très bien accueillie, mais ne put sauver la compagnie. Comme indiqué plus haut, la commande du croiseur léger De Ruyter constituait une "aide" plus importante. Les deux sous-marins mouilleurs de mines de la classe O 19 ont été mis en service en juin 1936. À ce moment, le pire de la crise était passé, mais les liquidités ont été sauvées grâce aux paiements anticipés susmentionnés pour ces navires. Le croiseur de la classe De Zeven Provinciën, qui sera plus tard baptisé De Ruyter, a été coulé en septembre 1939, trop tard pour être lancé avant l'occupation des Pays-Bas en 1940.

### Coopération en matière de conception
Un problème notoire pour les chantiers navals néerlandais avant la Seconde Guerre mondiale, était le manque de capacités de conception. En conséquence, Wilton-Fijenoord a dû acheter les plans des navires à des sociétés de conception indépendantes et n'a développé que les structures détaillées. Par un accord de cartel, quatre chantiers navals néerlandais, dont Wilton-Fijenoord, ont formé un bureau d'études commun en 1935. En tant qu'entrepreneur, le chantier apportait principalement son expertise dans l'organisation de la construction des navires.
Une autre coopération en matière de conception a été celle entre Fijenoord et l'IVS ou NV Ingenieurskantoor voor Scheepsbouw. L'IVS a été profondément impliqué dans la conception du De Ruyter, et c'est pourquoi la similitude d'apparence entre les croiseurs allemands de classe Deutschland et le De Ruyter est expliquée.

## La Seconde Guerre mondiale
Pendant la Seconde Guerre mondiale, Wilton-Fijenoord a achevé le sous-marin O 25. Il allait servir dans la Kriegsmarine allemande en tant que UD-3 et couler un navire allié. Pendant la guerre, le Fijenoord a également lancé le croiseur De Ruyter, connu à l'époque sous le nom de KH 1 (Kreuzer Holland 1). Les cales sèches de la compagnie furent sévèrement bombardées par les alliés, et furent presque démantelées par les Allemands. Ensuite, les machines de l'usine ont été pillées, surtout à la fin de la guerre.

## Après la Seconde Guerre mondiale

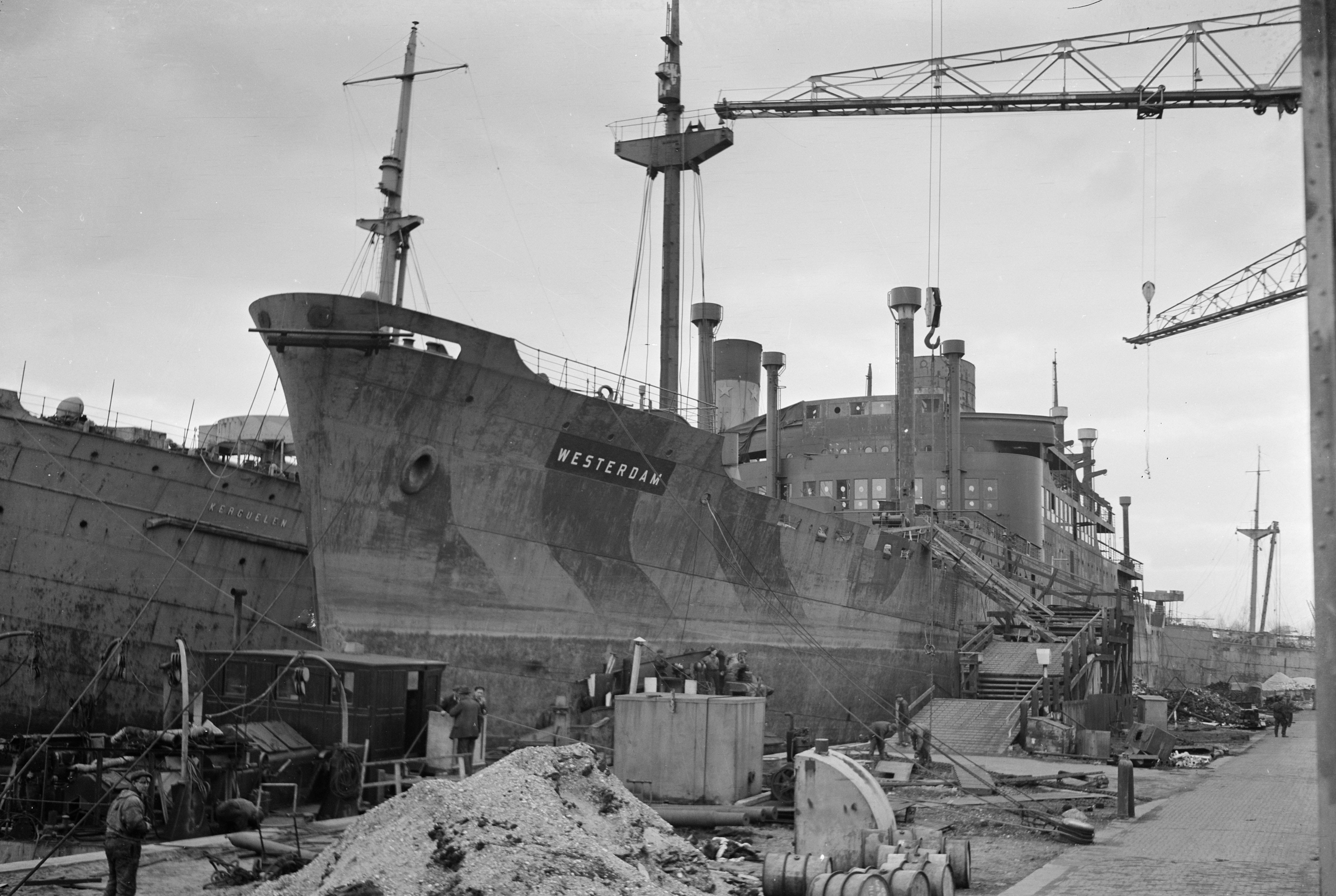
Achèvement du Westerdam; 19 février 1946

### Retour aux affaires
Après la guerre, l'entreprise a dû faire face à de nombreux problèmes. Le conseil d'administration a été accusé de collaboration, et le chantier naval lui-même était en ruine. L'entreprise a eu la chance que l'ancien talus du prédécesseur Wilton à Westkousdijk et la fonderie de fer du prédécesseur Fijenoord à Feijenoord soient encore utilisables, au lieu d'avoir été fermés comme prévu dans le cadre de l'opération de concentration de l'entreprise à Schiedam. En dépit de ces difficultés, le chantier a commencé sa première commande de réparation dès le 19 juin 1945. Pour cela, il ne pouvait utiliser que la cale fixe des bâtiments, car les deux cales sèches étaient détruites.
En octobre 1945, le Annenkerk, commandée avant la guerre, a été lancé. Le Westerdam, qui avait été posé avant la guerre, fut également terminé. Le croiseur De Ruyter sera également terminé, mais son plan devra être modifié de façon drastique en raison de l'expérience acquise pendant la guerre. En 1946, de nouveaux navires furent commandés, un par le Rotterdamsche Lloyd, et deux par le KPM. Les commandes de réparation augmentent également en 1946. En mars 1946, un accord de licence fut signé avec William Doxford & Sons pour la production de moteurs diesel Doxford Diesel.

### Retour à une productivité normale
Après le retour d'une certaine activité en 1946, le chantier naval n'était toujours pas à un niveau d'activité normal. La cale de 20 000 tonnes a été réparée en 1947, et cette année-là, 166 navires ont été réparés dans les cales sèches, soit le double de l'année précédente. Entre-temps, le chantier naval devait rattraper les techniques de soudage avancées qui avaient révolutionné la construction navale britannique et américaine. Sur le Westkousdijk, une usine de canons avait été créée avant la guerre. En coopération avec Bofors, elle commença la construction de doubles tourelles blindées de 15 cm pour les deux croiseurs de la classe De Zeven Provinciën, ainsi que des tourelles blindées de 12 cm pour les destroyers. Le terrain de l'ancien Fijenoord a connu une seconde jeunesse lorsque la fonderie a été modernisée et qu'un nouveau bureau de conception a été mis en place. À Schiedam, un banc d'essai a été réalisé juste à temps pour tester les premiers moteurs Doxford en 1949. Le 11 avril 1950, la cale sèche de 46 000 tonnes a été réparée et a été remise en service. En 1952, le tonnage des navires réparés correspondait à celui de 1938 .

### Les années 1950

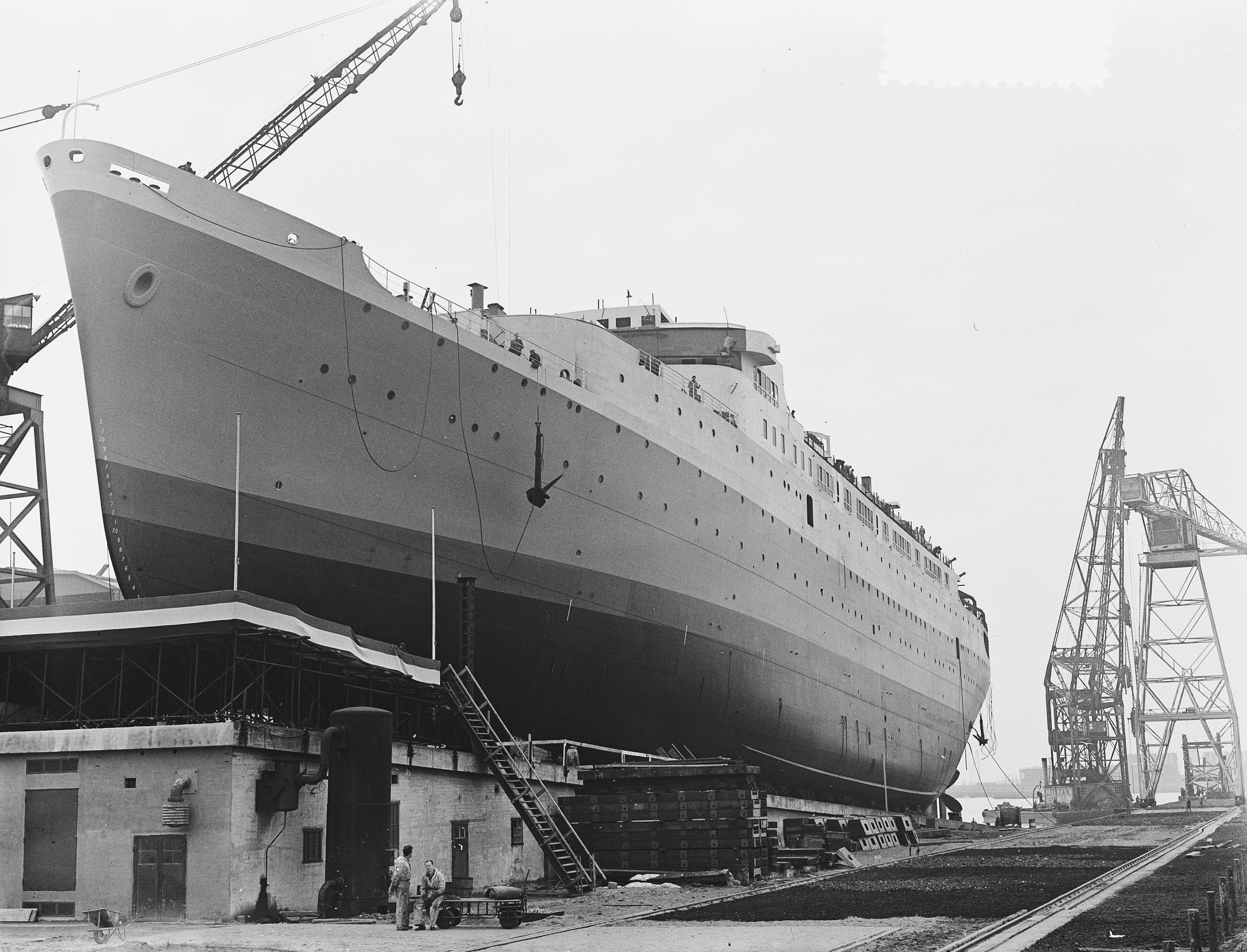
Le Maasdam en construction 4 avril 1952

La construction de Rijndam (1951) et de Maasdam (1952) a probablement marqué le redressement complet de l'entreprise. La guerre de Corée va donner lieu à une demande accrue de navires, notamment de pétroliers. À l'été 1952, la construction du grand quai de construction fixe a commencé. Il devait avoir 211 m de long et 31,5 m de large. L'usine de machines fut agrandie, ainsi que les installations sur le Westkousdijk. L'entreprise devient le maître d'œuvre de 32 dragueurs de mines, dont elle construira trois. Le jubilé de 1954 est célébré avec confiance.

## Fin de Wilton-Fijenoord en tant que société indépendante
En 1999, Wilton-Fijenoord a été intégré à la Rotterdam United Shipyards. En 2003, l'entreprise a été rachetée par le groupe Damen Group.

## Navires construits
- Paquebots:
  - Fairstar, lancé en 1964 pour la Sitmar Line
  - Maasdam, lancé en 1952 pour la Holland America Line
  - Statendam, lancé en 1956 pour la Holland America Line
- Bateau-usine de pêche à la baleine:
  - Willem Barendsz (II)[23], lancé en 1955
- Pétroliers:
  - J.B. Aug. Kessler, lancé en 1902 et 29 autres construit pour la Shell Royal Dutch[24]
  - Rapana, pour la Anglo-Saxon Petroleum
  - Eulota, lancé en 1936 pour la Bataafsche Petroleum Maatschappij
  - Elusa, lancé en 1936 pour la Bataafsche Petroleum Maatschappij
  - Eulima, lancé en 1936 pour la Bataafsche Petroleum Maatschappij
  - Nederland, lancé en 1937 pour la Nederlandsche Pacific Petroleum Maatschappij (Standard Oil of California)
  - Poitou, lancé en 1954 pour la Société Française de Transports Pétroliers
- Cargo/navires à passager:
  - Camphuys, lancé en 1949 pour la Koninklijke Java China Paketvaart Lijnen

### Navires de guerre
Croiseurs
- HNLMS De Ruyter (1935), un unique croiseur lancé en 1935
- HNLMS De Ruyter, un croiseur de classe De Zeven Provinciën lancé en in 1944

Destroyers
- German destroyer T61, un destroyer type 1940 (Flottentorpedoboot 1940)
- HNLMS Gelderland (D811), un destroyer de la classe Holland
- HNLMS Overijssel (D815), un destroyer de la classe Friesland

Sous-marins
- HNLMS O 19, un sous-marin de classe O 19
- HNLMS O 20, un sous-marin de classe O 19
- HNLMS O 25, un sous-marin de classe O 21
- HNLMS Potvis (S804), un sous-marin de classe Potvis
- HNLMS Tonijn (S805), un sous-marin de classe Potvis
- Hai Lung, ROC Navy
- Hai Hu, ROC Navy

Frégates
- HNLMS Philips van Almonde (F823), une frégate de classe Kortenaer
- HNLMS Bloys van Treslong (F824), une frégate de classe Kortenaer
- KRI Fatahillah (361), une frégate de classe Fatahillah pour la marine indonésienne
- KRI Malahayati (362), une frégate de classe Fatahillah pour la marine indonésienne
- KRI Nala (363), une frégate de classe Fatahillah pour la marine indonésienne
- Elli (F450) etLimnos (F451), frégates pour la marine grecque

Dragueurs de mines
- HNLMS Dokkum, un dragueur de mines de classe Dokkum
- HNLMS Overijssel, un dragueur de mines de classe Dokkum
- HNLMS Roermond, un dragueur de mines de classe Dokkum